# اشچاستیا
شهر شاستیا در استان لوهانسک در کشور اوکراین واقع شده‌است. جمعیت این شهر ۱۳٬۷۷۰ نفر  است.

## نگارخانه

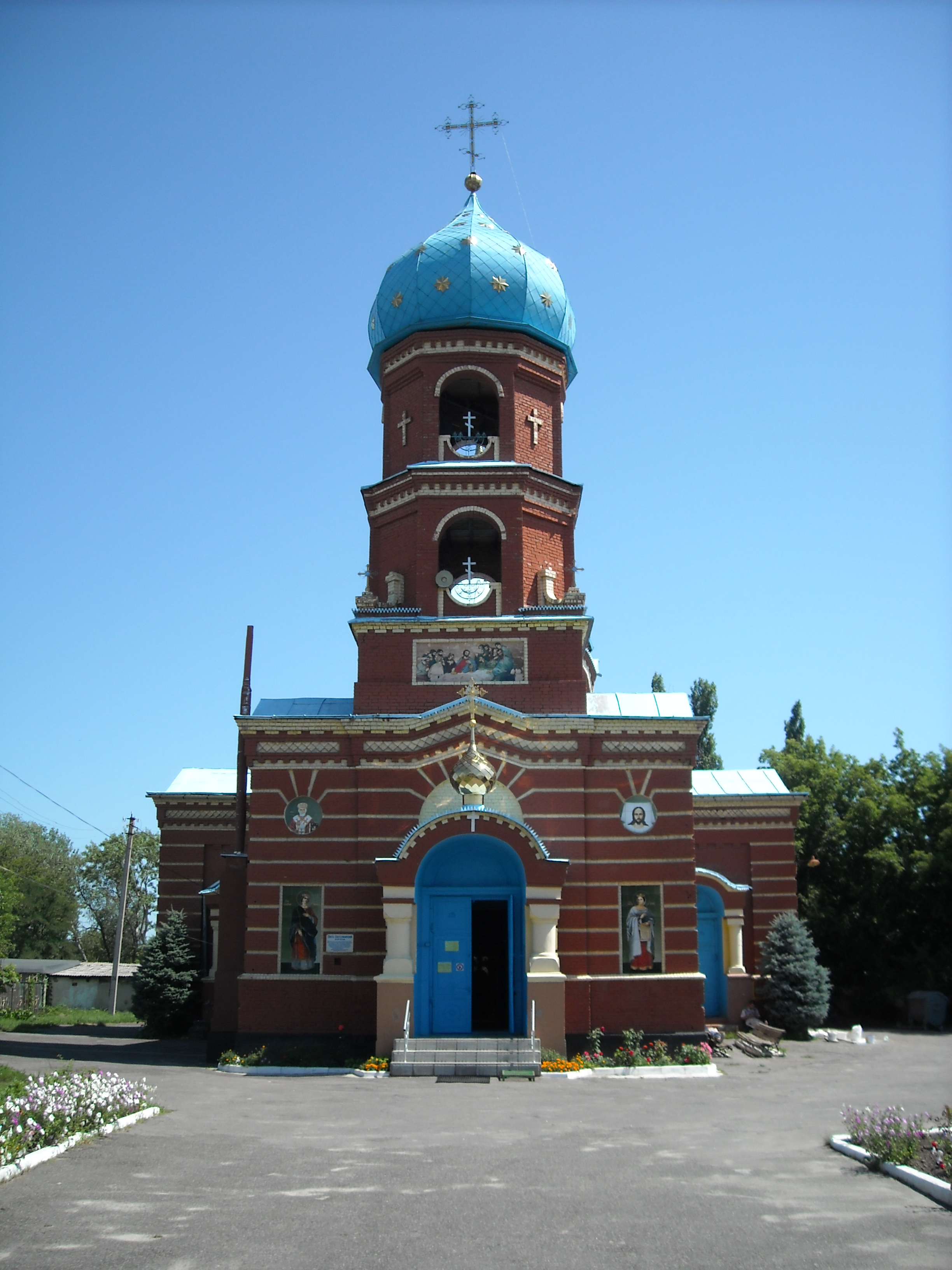
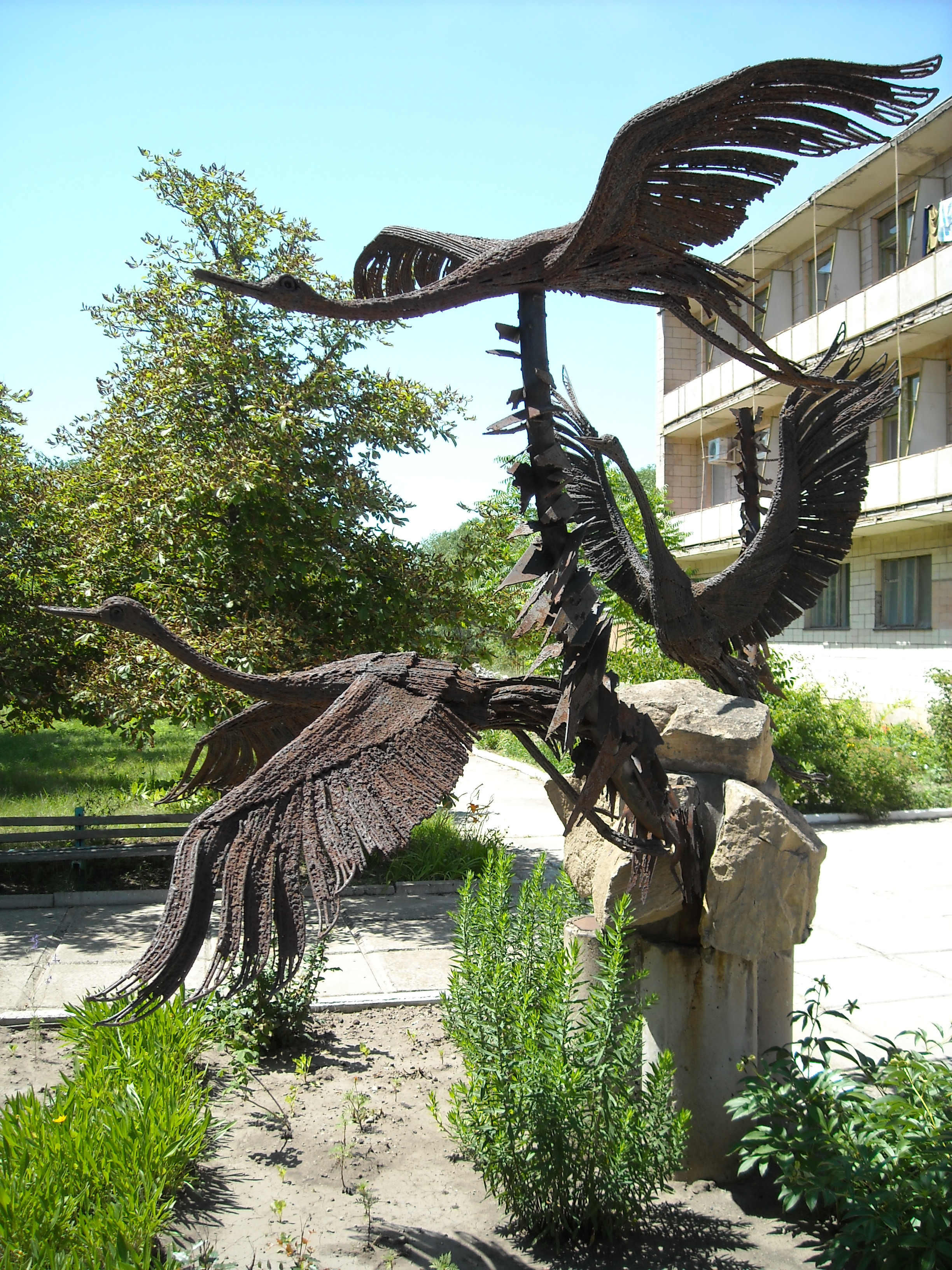
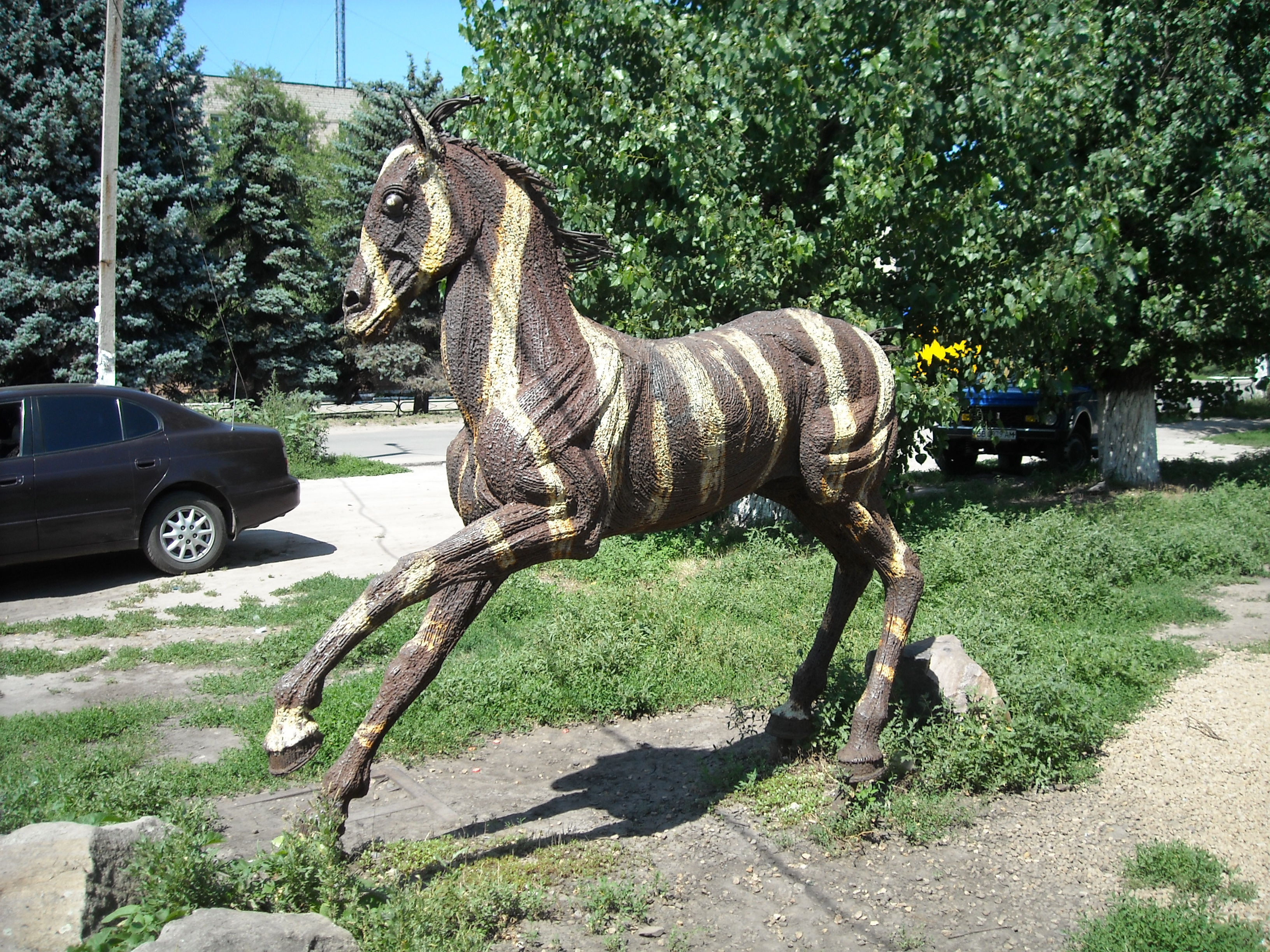
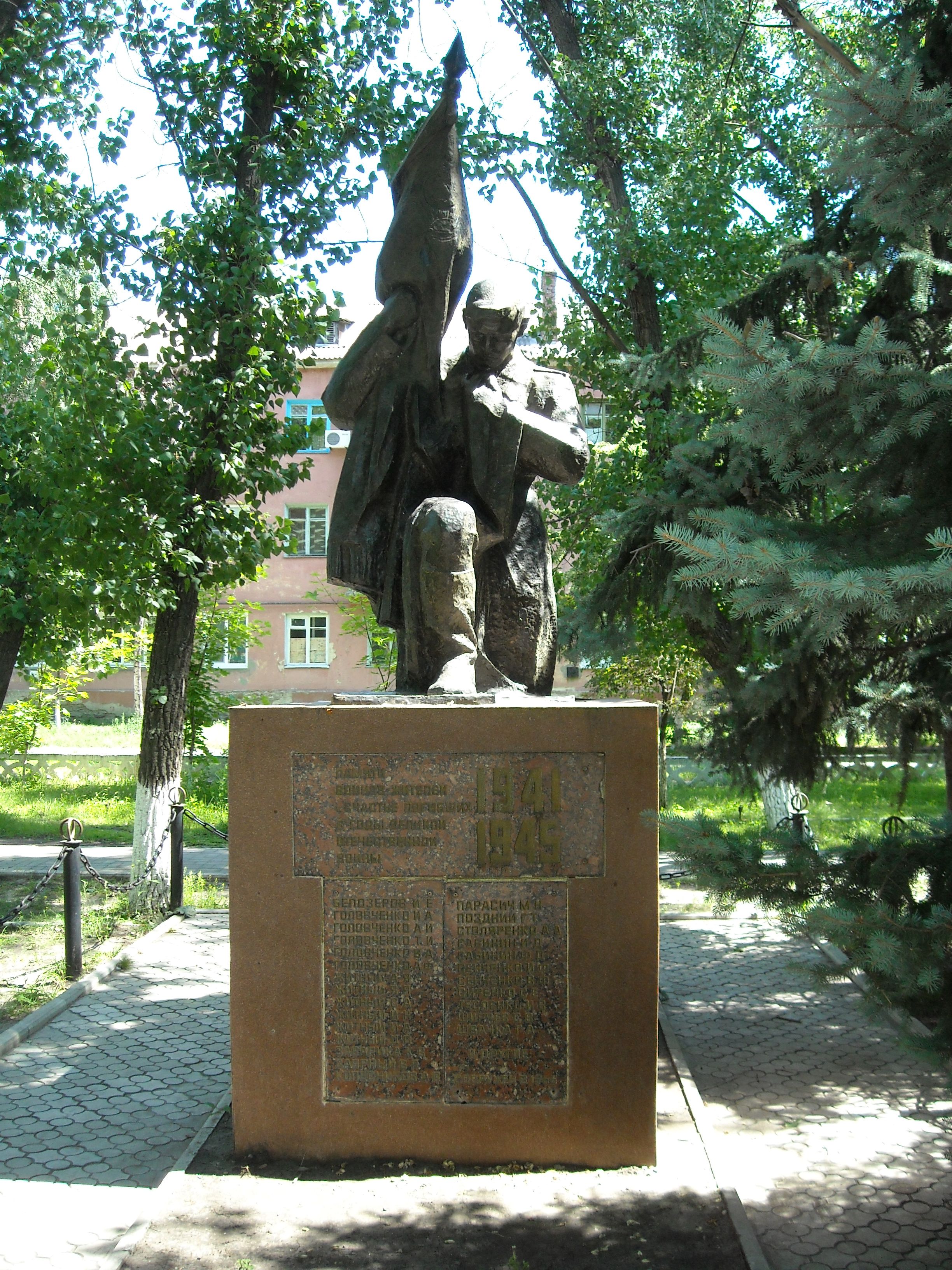
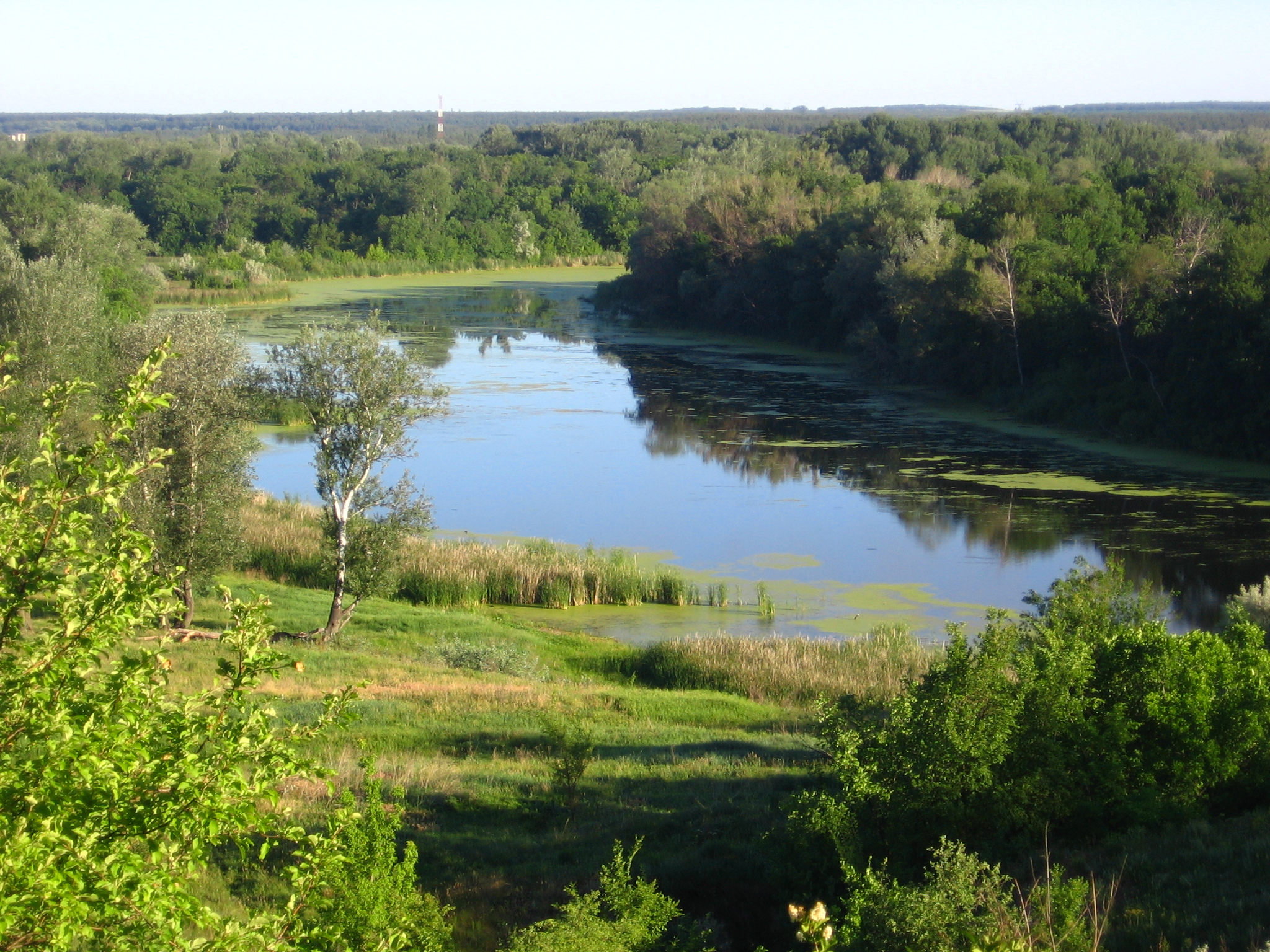
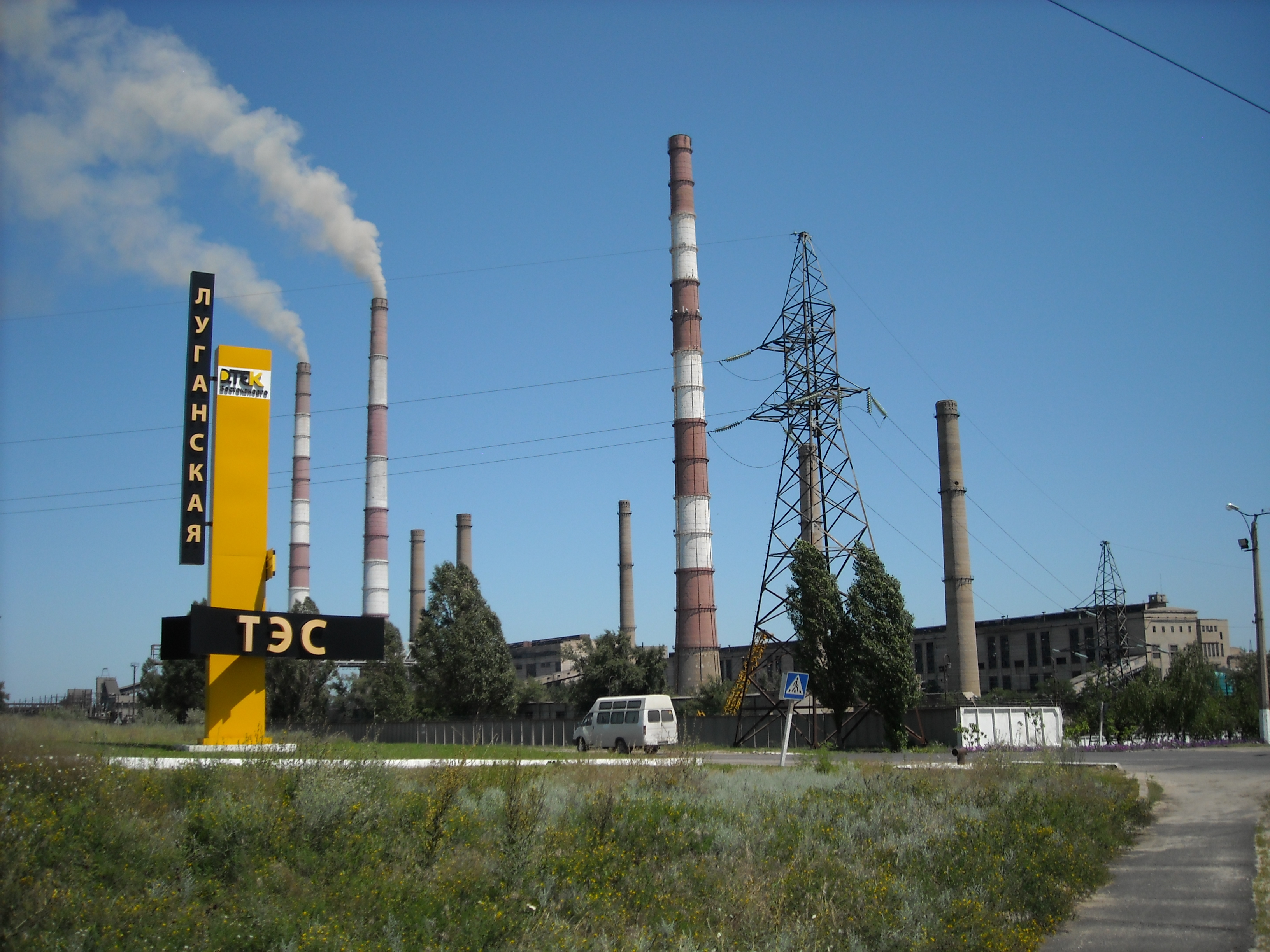